# Estació de Valquejigoso
Valquejigoso és un baixador que va pertànyer a la línia Madrid-Almorox d'EFE, i posteriorment de FEVE situat prop dels cellers Valquejigoso i al costat del rierol de Valquejigoso en el terme municipal de Villamanta (Madrid) molt prop del límit amb Castella-la Manxa.
Actualment no queda cap resta d'aquest baixador i es troba a uns quilòmetres de la carretera M-530.
Es va inaugurar l'any 1891, concretament el 15 de juliol, igual que la resta de la línia.
Aquest baixador es va tancar amb motiu del tancament de la línia, ja que resultava deficitària, l'1 de juliol de 1970.

## Línies
| Procedència/ destinació | Estació    | Línia                                       | Estació> | Procedència/ destinació |
| ----------------------- | ---------- | ------------------------------------------- | -------- | ----------------------- |
| Madrid-Goya             | Villamanta | Madrid-Navalcarnero- Vila del Prado-Almorox | Méntrida | Almorox-Término         |

## Ubicació de l'estació
Se situa en el municipi madrileny de Villamanta, a la comarca de la Serra Oest (Sierra Oeste), província i comunitat autònoma de Madrid.
El punt quilòmetre que tenia en la línia era 47+000.
Les seves coordenades aproximades són: 40.280690, -4.153802